# Les Coquettes
Pour les articles homonymes, voir Coquette.
Les Coquettes est un groupe d'humour musical français, composé de Mélodie Molinaro (en remplacement de Juliette Faucon), Lola Cès et Marie Facundo. Elles écrivent elles-mêmes leurs chansons, dont les sujets vont de la sexualité au suicide en passant par l'excision,. Elles sont accompagnées au piano par Thomas Cassis et Nicholas Vella.

## Biographie
Juliette Faucon, Lola Cès et Marie Facundo se rencontrent en 2007, sur le conte musical Le Soldat rose de Louis Chedid.
Elles créent leur premier spectacle en 2014 et donnent leur première représentation en mai 2014 au bar L'Orphée (Paris IXe),. Elles sont ensuite repérées par le producteur Jean-Marc Dumontet qui leur propose de faire la première partie de Bérengère Krief à l’Olympia et d’Alex Lutz à Bobino. Elles sont ensuite programmées au Grand Point Virgule (voir Théâtre du Point-Virgule).
En 2017, Les Coquettes sortent leur premier CD, du même nom, composé de 6 chansons. En décembre de la même année, Juliette Faucon se retire provisoirement pour congé de maternité. Le remplacement est alors assuré par Sabine Perraud, blonde elle aussi, pour coller avec l'image de marque du groupe.
En 2018, les Coquettes font une tournée en France, puis se produisent en juin à l'Olympia. Elles jouent ensuite au Grand Point Virgule jusqu'en janvier 2019, avant de repartir en tournée en France. Entre-temps, le congé de Juliette Faucon étant terminé, Sabine Perraud lui rend sa place.
En novembre 2018, sur initiative du duo Brigitte, elles enregistrent une reprise de Debout les femmes, l'hymne du MLF, avec le duo et 36 autres chanteuses.
En 2020, elles annoncent préparer un nouveau spectacle, qu'elles présentent en juin 2021 et qui s'intitule Merci Francis. 
En 2022, Juliette Faucon est à nouveau remplacée, cette fois-ci par Mélodie Molinaro. Depuis cette même année, les Coquettes interviennent également de façon hebdomadaire sur les plateaux de l'émission d'actualité Télématin,.